# 2054 Gawain
2054 Gawain је астероид главног астероидног појаса чија средња удаљеност од Сунца износи 2,960 астрономских јединица (АЈ).
Апсолутна магнитуда астероида је 12,0.